# Mosselmonument
Het Mosselmonument is een beeld in de tot de gemeente Terneuzen behorende plaats Philippine, gelegen aan de Kasteelstraat.

## Geschiedenis
Philippine lag ooit aan de Braakman en was, evenals het nabijgelegen Boekhoute, bekend vanwege onder meer de mosselvisserij. Deze verdween nadat de Braakman in 1953 werd afgesloten.
In Philippine ontwikkelde zich een cultuur van mosselrestaurants waar van heinde en verre mensen heen gingen om mosselen te eten. Deze belangrijke bestaansbron in het verder kleine landbouwdorp leidde ertoe dat er ook een mosselmonument in Philippine kwam, feitelijk het standbeeld van een mossel.
Dit monument werd vervaardigd door J.C. van Driel en in 1988 geplaatst. Een reusachtige mosselschelp werd vervaardigd van gemalen arduin en kunsthars. Over de mossel, die op een stenen sokkeltje staat, vloeit water.
Bij de onthulling van het monument waren Wisse Dekker en de mosselkoningin Nancy Cornelis aanwezig. Wisse Dekker schonk een toepasselijk bankje dat bij het monument kwam te staan. Dit heeft de vorm van een opengeklapte mosselschelp en werd vervaardigd door Erwin van Steenberge.